# Erwin Kothny
  Erwin Hanns Kothny (* 8. März 1907 in Andersdorf, Österreich-Ungarn; † 23. Juni 1991 in München) war ein deutscher Landrat in Grulich/Sudetenland. Später dann Legationsrat, Konsul, Generalkonsul und Botschafter der Bundesrepublik Deutschland.

## Leben und Wirken
Er war der Sohn des Industriellen Anton Kothny und dessen Ehefrau Maria, geborene Kienast-Ehrenheim. 
Nach der Besetzung der Grenzgebiete der Tschechoslowakei durch das Deutsche Reich und der Bildung des Reichsgaus Sudetenland wurde Kothny im November 1939 kommissarisch mit der Wahrnehmung der Geschäfte des Landrats im Landkreis Grulich beauftragt. Er löste dort Karl-Hermann Zülch ab. Mit Wirkung vom 1. September 1940 wurde er endgültig als Landrat in Grulich eingesetzt. Er blieb dort bis zum Ende des Zweiten Weltkrieges.
Kothny war im April 1935 Mitglied der Sudetendeutschen Partei geworden. Am 15. Januar 1939 beantragte er die Aufnahme in die NSDAP und wurde rückwirkend zum 1. November 1938 aufgenommen (Mitgliedsnummer 6.641.090).
Nach dem Zweiten Weltkrieg war er für das Auswärtige Amt tätig. Erster Posten war die Leitung der Konsularabteilung der Botschaft in Belgrad/Jugoslawien. Nach drei Jahren im AA wurde er im Ausland eingesetzt: Konsul in Bergen/Norwegen, Bilbao/Spanien. Generalkonsul in Nancy/Frankreich und Valparaíso/Chile. 1970 wurde er außerordentlicher und bevollmächtigter Botschafter der Bundesrepublik Deutschland in Panama.